# Jeff Sarwer
Jeffrey William Sarwer (Kingston, Ontario, 1978. május 14. –) kanadai-finn kettős állampolgár, egykori csodagyerek, sakkzseni, akit karizmatikus személyisége és sakktehetsége tett ismert médiaszemélyiséggé. A sakk-karrierje és a családja szokatlan életmódja sok cikk és TV-műsor témájául szolgált.
Sarwer támadó játékstílusát gyakran hasonlították Bobby Fischeréhez, és egy másik fiatal játékos, Joshua Waitzkin ellen játszott mérkőzése szolgált A bajnok (Searching for Bobby Fischer) című film alapjául.
1986-ban Sarwer megnyerte a 10 év alatti ifjúsági sakkvilágbajnokságot Puerto Ricóban, ahol Kanadát képviselte.
Amikor Sarwer nyolcéves volt, sokan azt hitték, ő az egyik legerősebb zseni a játék történetében. Allen Kaufman, az Amerikai Sakk Alapítvány elnöke azt mondta, "Jeff 9 évesen erősebb, mint Bobby volt 11 évesen.” Bruce Pandolfini szerint, "A sok ezer gyerek közül, akiket tanítottam, Jeff a legfantasztikusabb fiatal játékos, akit valaha láttam.”

## Korai karrier
Anyja finn, apja kanadai. Sarwer négy évesen tanulta meg a sakk szabályait hatéves nővérétől, Juliától, és hatévesen kezdett el játszani a Manhattan Chess Club nevű klubban, amely az egyik legnagyobb presztízsű sakk-klub volt a világon abban az időben. Bruce Pandolfini, a klub menedzsere le volt nyűgözve az ő és a nővére teljesítményétől, ezért mindkettőjüknek életre szóló ingyenes tagságot biztosított, amelyet általában csak a nagymesterek élvezhettek. 
Sarwer hétéves korától hozzászokott, hogy minden Canada Day alkalmával nagy tömegeket szórakoztasson egy szimultán sakkparti keretében, amikor 40 ember ellen játszott egyszerre a Parliament Hillen, Ottawában. Ahhoz is hozzászokott, hogy villám sakkmérkőzéseket játsszon a Washington Square Parkban, New York Cityben, ahol nagy számú néző gyűlt össze, hogy élvezze a játékát.

## Média
Hétévesen Sarwer játék iránti szenvedélye felkeltette Edmar Mednis nagymester figyelmét, aki meghívta őt, hogy elemezze az 1986-os világbajnokság meccsét Kaszparov és Karpov között a PBS-en. Sarwer és a nővére, Julia (aki szintén világbajnok volt a 10 év alatti lányok között) folytatták ezt a visszavágó találkozón, 1987-ben is. Ezek után Jeff és Julia ismertté váltak a média köreiben, számos talk show-ban és egy dokumentumfilmben is szerepeltek.
Az olyan magazinok, mint a GQ és a Sports Illustrated cikkeket írtak Sarwerről és a családjáról, gyakran kiemelve a bizarr életstílusukat, és megkérdőjelezve az apai gondozás alatti biztonságát és sakk-karrierjét.

## AVanity Fair-cikk
Jeff apja nem engedte neki, hogy folytassa a sakk-karrierjét, amikor bebizonyosodott, hogy nem tudna teljes kontrollt gyakorolni az élete felett. Elköltöztette a családját New York Cityből, és vitás helyzetbe került az ontariói Gyermekgondozó Társasággal (The Children's Aid Society of Ontario). Egy cikk, amely a  Vanity Fair magazinban jelent meg John Colapinto tollából, rávilágított a Jeff és Julia által elszenvedett gyermekbántalmazásra, és arra indította a C.A.S.-t, hogy védő felügyelet alá vegyék őket.
Jeff és Julia elszöktek a C.A.S.-től, vissza az apjukhoz, és elrejtőztek a hatóságok elől, nehogy ismét felügyelet alá kerüljenek. A Sarwer család számos országban élt, és hozzászokott az anonim életmódhoz.

## A bajnok – Bobby Fischer nyomában (Searching For Bobby Fischer)
1993-ban megjelent A bajnok – Bobby Fischer nyomában című film és Jeff Sarwer karaktere "Jonathan Poe" néven szerepelt benne. A film végső játszmájában Poe elutasítja a döntetlen ajánlatot, és végül veszít. A valóságban Sarwer elutasította a döntetlent Josh Waitzkintől, de végül a játék döntetlennel ért véget (egyéb okok miatt), néhány lépéssel később. A torna holtversenyt eldöntő szabályai szerint Waitzkin több kihívást jelentő ellenfél ellen játszott az egész verseny során, ezért ő kapta meg az első helyet, de mindketten amerikai általános iskolai bajnokok lettek. Mikor a találkozót játszották, Sarwer hétéves volt, Waitzkin pedig kilenc.
Sarwer vs. Waitzkin, 1986 (eredeti, angol nyelvű lépések) 1.d4 Nf6 2.c4 g6 3.Nc3 Bg7 4.e4 d6 5.f4 0-0 6.Nf3 Nbd7 7.e5 Ne8 8.Bd3 c5 9.dxc5 Nxc5 10.Bc2 a5 11.0-0 b6 12.Be3 Bb7 13.Qd4 dxe5 14.Nxe5 Qxd4	15.Bxd4 Rd8 16.Bxc5 bxc5 17.Na4 Bxe5 18.fxe5 Rd2 19.Rf2 Rxf2 20.Kxf2 f6 21.e6 Nd6 22.Nxc5 Rc8 23.Nxb7 Nxb7 24.b3 Nc5 25.Re1 Rc6 26.Be4 Ra6 27.Bc2 Rxe6 28.Rxe6 Nxe6 29.Ke3 Kf8 30.Ke4 Ke8 31.g3 Kd7 32.Kd5	f5 33.a3 h6 34.b4 axb4 35.axb4 Nc7+ 36.Kc5 e5 37.Ba4+ Kc8 38.Bc6 e4 39.b5 e3 40.Bf3 Ne6+ 41.Kd5 Ng5 42.Be2 Kc7 43.Ke5 Ne4 44.Kd4 Kd6 45.Kxe3 Kc5 46.g4 Nd6 47.Kf4 g5+ 48.Ke5 fxg4 49.Kf6 g3 50.hxg3 Ne4+	51.Kg6 Nxg3 52.Bd3 Nh1 53.Kxh6 g4 54.Kg5 g3 55.Be4 Nf2 56.Bd5 Nd1 57.Kf4 Nc3 58.Bc6 Ne2+ 59.Kf3 Nd4+ 60.Kxg3 Nxc6 61.bxc6 Kxc6 62.Kf3 Kc5 63.Ke3 Kxc4 ½–½

## Ismételt felbukkanása
Miután nagyon fiatalon eltűnt, sokan úgy gondolták, hogy Sarwer nem fog többet sakkozni. 2007 szeptemberében azonban ismét felbukkant a sakkszíntéren, edzés nélkül, és benevezett a harmincperces félvillámtornára Malbork kastélyában, Lengyelországban. Mint utólag elárulta, egy hirtelen ötlet vezérelte, mikor elindult a versenyen.
Harmadik helyen végzett 7 ponttal a 9-ből, a 86 játékost számláló csoportban, ahol négy nagymester is versenyzett. Mivel nem volt aktív sakkminősítése, ideiglenes Élő-minősítést kapott 2250 FIDE-ponttal, bár úgy tűnt, hogy ezen a szinten felül teljesített. 2010 januárjában Sarwer hosszú interjút adott a Chess Life Online oldalnak, ahol a tornán szerzett tapasztalatát részletezte, és az európai életéről beszélt. 2010 augusztusában Sarwer megjelent a  Sunday Times Magazine hasábjain is, ahol az apja módszereiről beszélt, a saját sakk-karrierjéről és a nyilvánosság előtti újabb felbukkanásáról. Sarwer azt mondta, ha úgy döntene, hogy a sakkot választja prioritásnak, azt csak azért tenné, hogy nagymester lehessen. "Ehhez viszont legalább két év kemény tanulásra és gyakorlásra lenne szükségem” - mondta. "Különösen, ami a nyitásokra való felkészülést illeti".
2015 nyarán Sarwer részt vett a VI. Shakkinet tornán Finnországban, ahol 5 pontot szerzett a 9-ből, ami elegendő volt a nemzetközi mesteri normához.

## Póker
Jeff Sarwer bebizonyította, hogy egy sakkmester kiváló pókerjátékos is lehet. A pókervilág akkor figyelt fel rá igazán, amikor 2009-ben harmadik helyen végzett a European Masters of Poker (Európai Pókermesterek) tornán, amelyet Tallinnban rendeztek meg. Ezek után számos más pókerversenyen is részt vett, és a magas pénzdíjak mellett egyéb elismeréseket is bezsebelt. A legmagasabb helyezést 2010-ben érte el Berlinben, ahol az EPT bajnokságon megszerezte a második helyet.
Bár ezek után Sarwer kevésbé ért el jó eredményeket, úgy tűnik, hogy a sakkban edzett taktikai érzéke és türelme végül ismét győzelemre segíti majd őt a jövő pókertornáin.

## Rádióinterjú
Sarwer szerepelt a BBC World Service The Interview című programjában 2010. december 19-én, ahol őszintén beszámolt az életéről, a gyerekkori tapasztalatairól és a bántalmazó apjával való kapcsolatáról. Beszélt a sikeres éveiről az USA-ban, a húszas éveiben és a jelenlegi sikereiről az európai pókerkörökben, a harmincas éveiben.